# 沙尔利 (谢尔省)
沙尔利（法語：Charly，法語發音：[ʃaʁli]）是法国谢尔省的一个市镇，属于圣阿芒蒙龙区。

## 地理
沙尔利（46°53'57"N, 2°44'56"E）面积25.66 平方千米，位于法国中央-卢瓦尔河谷大区谢尔省，该省份为法国中部省份，北起卢瓦雷省，西接卢瓦-谢尔省和安德尔省，南至克勒兹省，东南接阿列省，东临涅夫勒省。
与沙尔利接壤的市镇（或旧市镇、城区）包括：布莱、科尔尼斯、乌鲁埃莱布尔代兰、萨戈讷、沃罗、奥姆里。

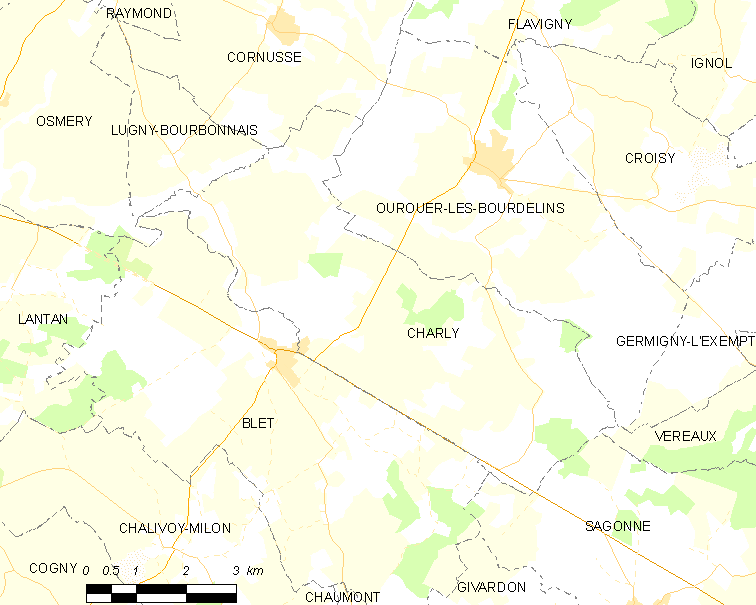
的OSM定位图

沙尔利的时区为UTC+01:00、UTC+02:00（夏令时）。

## 行政
沙尔利的邮政编码为18350，INSEE市镇编码为18054。

## 政治
沙尔利所属的省级选区为欧布瓦河畔拉盖尔什县。

## 人口

1962-2008年间人口变化图示

沙尔利于2022年1月1日时的人口数量为235人。